# Monoposthia mirabilis
Monoposthia mirabilis är en rundmaskart som beskrevs av Schulz 1932. Monoposthia mirabilis ingår i släktet Monoposthia och familjen Monoposthiidae. Arten är reproducerande i Sverige. Inga underarter finns listade i Catalogue of Life.